# Футуристическая архитектура
Футуристическая архитектура — стилевое течение в архитектуре, появившаяся в начале XX века в Италии под воздействием идей футуризма в эстетике, поэзии, живописи и скульптуре. Движение футуризма было основано поэтом Филиппо Томмазо Маринетти, написавшего первый манифест футуризма в 1909 году. Движение привлекло к себе и ряд архитекторов. В числе тем футуристов были культ века машин и прославление войны и насилия.
В архитектуре основоположником футуризма считается Антонио Сант’Элиа. В 1912 году он организовал проектное бюро в Милане и, вдохновленный высотной архитектурой американских небоскрёбов (о которой он знал только из журналов), начал серию знаменитых проектных рисунков «Новый город» (итал. Città Nuova), в которых отразил собственные представления о новом техническом веке. Большая часть этих рисунков была представлена на первой и единственной выставке группы «Новые тенденции» (итал.  Nuove Tendenze). Выставка проходила в мае-июне 1914 года в Милане. Знаменитый «Манифест футуристической архитектуры» (итал. Manifesto dell’architettura futurista) был опубликован Сант’Элиа в августе 1914 года. Описанная в манифесте архитектура, представленная в рисунках архитектора, исполнена футуристической экспрессии. Автор представлял себе современный город в виде сложной системы гигантских ступенчатых многоуровневых зданий, террас и туннелей, связанных между собой переходами, галереями и мостами, футуристических заводов и электростанций.
К футуризму был близок инженер и архитектор Анджоло Мадзони. 27 января 1934 года в «Gazzetta del Popolo» Мадзони опубликовал «Футуристический манифест воздушной архитектуры» (Manifesto Futurista dell’Architettura Aerea). В том же году Мадзони вошёл в редакцию журнала архитектурной критики «Futurismo-Sant’Elia». Эти события расценивают в качестве «второй волны итальянского футуризма в архитектуре».
Элементы футуризма присутствуют в творчестве итальянских архитекторов новеченто: Адальберто Либеры, Джузеппе Терраньи, Убальдо Кастальони, Луиджи Фиджини, Гвидо Фретте, Джузеппе Пагано, Джино Поллини, Карло Энрико Рава и Себастьяно Ларко, организовавших в 1926 году «Группу семи» (Gruppo 7).
В дальнейшем развитие футуризма парадоксально способствовало формированию экспрессионизма и рационализма в архитектуре.

## Галерея

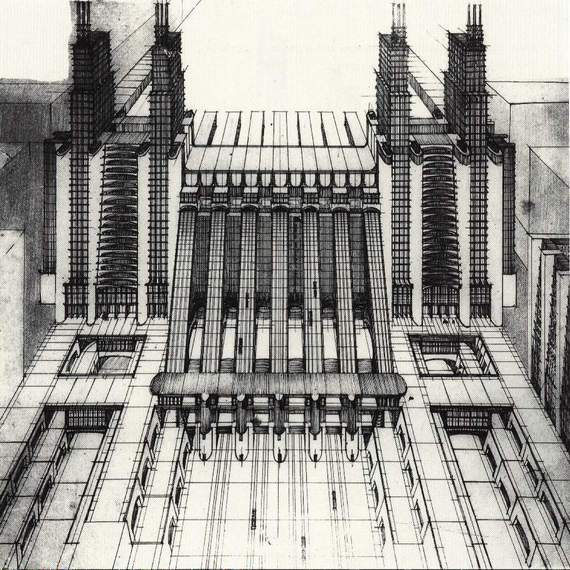
Эскиз станции для аэропланов и поездов сделанный Сант’Элиа в серии La Città Nuova, 1914.
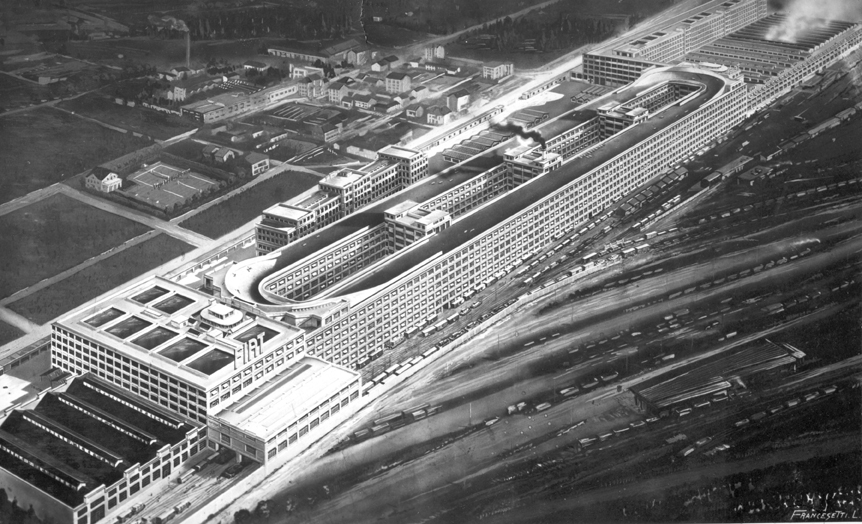
Автомобильный завод в Линготто, 1928